# Vilson Kilica
Vilson Kilica (ur. 2 czerwca 1932 w Fierze, zm. 7 lipca 2016 w Tiranie) – albański malarz i rzeźbiarz.

## Życiorys
Syn Tonça Kilicy, działacza narodowego i przewodniczącego rady miejskiej Fieru w 1912. Po zakończeniu II wojny światowej przeniósł się wraz z rodziną do Tirany i rozpoczął naukę w liceum artystycznym Jordan Misja, pod kierunkiem Sali Shijaku i Ksenofona Dilo. Liceum ukończył z wyróżnieniem i w 1952 wyjechał na studia do Akademii Sztuk Pięknych w Leningradzie. Studiował w klasie Borisa Iogansona. Po powrocie do Albanii w 1958 należał do grona współtwórców Instytutu Sztuk Pięknych w Tiranie. W latach 1966–1969 był jego pierwszym dyrektorem. Od 1969 sekretarz Związku Pisarzy i Artystów Albanii. Stanowisko to utracił w 1973 w czasie czystki skierowanej przeciwko tendencjom liberalnym w sztuce albańskiej. Po upadku komunizmu malował głównie pejzaże i portrety.

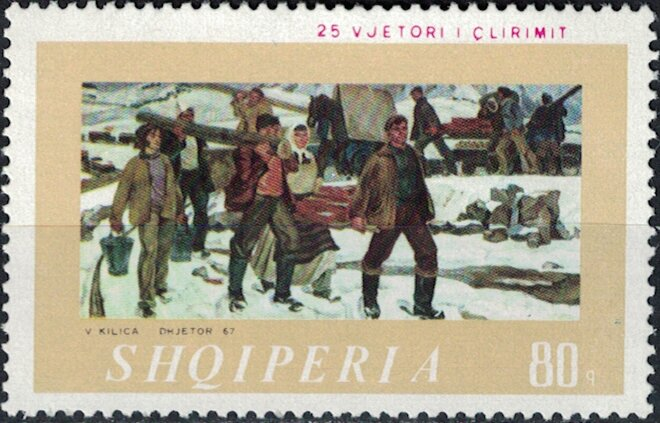
V. Kilica, Odbudowa (1967)

Pozostawił po sobie ponad 100 prac, zarówno obrazów jak i rzeźb. Największą kolekcją ok. 40 dzieł artysty dysponuje Narodowa Galeria Sztuki w Tiranie, ale pojedyncze dzieła Kilicy znajdują się w kolekcjach prywatnych w USA, Niemczech, Francji i we Włoszech. Przez władze Albanii został wyróżniony tytułem Zasłużonego Malarza (alb. Piktor i Merituar) i Malarza Ludu (alb. Piktor i Popullit). W 2011 jego dorobek twórczy zaprezentowano w galerii w rodzinnym Fierze, a w 2012 ukazał się album, prezentujący dokonania artystyczne Kilicy.